# Quercus myrsinifolia
El Quercus myrsinifolia, el roure de fulla de Lladoner, també dit roure de fulla de bambú és una espècie de roure originari de l'Àsia de fulla perenne que pertany a la família de les fagàcies i està dins del subgènere Cyclobalanopsis, del gènere Quercus.

## Descripció
Quercus myrsinifolia és un arbre que pot arribar a fer 20 m d'alçada. Les branques són glabres, lenticel·lades i les seves lenticel·les són de color grisenc marró, oblongues i convexes. El pecíol fa entre 1 a 2,5 cm, glabre; el limbe foliar és ovat a el·líptic-lanceolat, de 6-11 × 1,8-4 cm, al revers de la fulla és blanquinosa farinosa, però de color gris fosc quan està seca, per sobre verda i glabre, de base cuneada a arrodonida, marge apical 1/2 serrulat, l'àpex és acuminat a poc caudat; els nervis secundaris de 9-14 a cada costat del nervi central, generalment gairebé arriben al marge però no sense fusionar-se; nervis terciaris per sota poc evidents. Les inflorescències femenines fan entre 1,5 a 3 cm. La tassa de la gla fa 5-8 mm × 1-1,8 cm, que tanca 1/3-1/2 de la gla, a l'exterior és pubescent blanquinós, a l'interior és glabre i la paret fa menys d'1 mm de gruix; les bràctees estan formades entre 6 a 9 anells, marge sencer. Les glans són ovoides a el·lipsoides, 1,4-2,5 × 1-1,5 cm, glabres, l'àpex és arrodonit amb una cicatriu d'uns 6 mm de diàmetre, plana; l'estilopodi és visible, de 5 o 6 anells. Floreix al juny i fructifica a l'octubre.

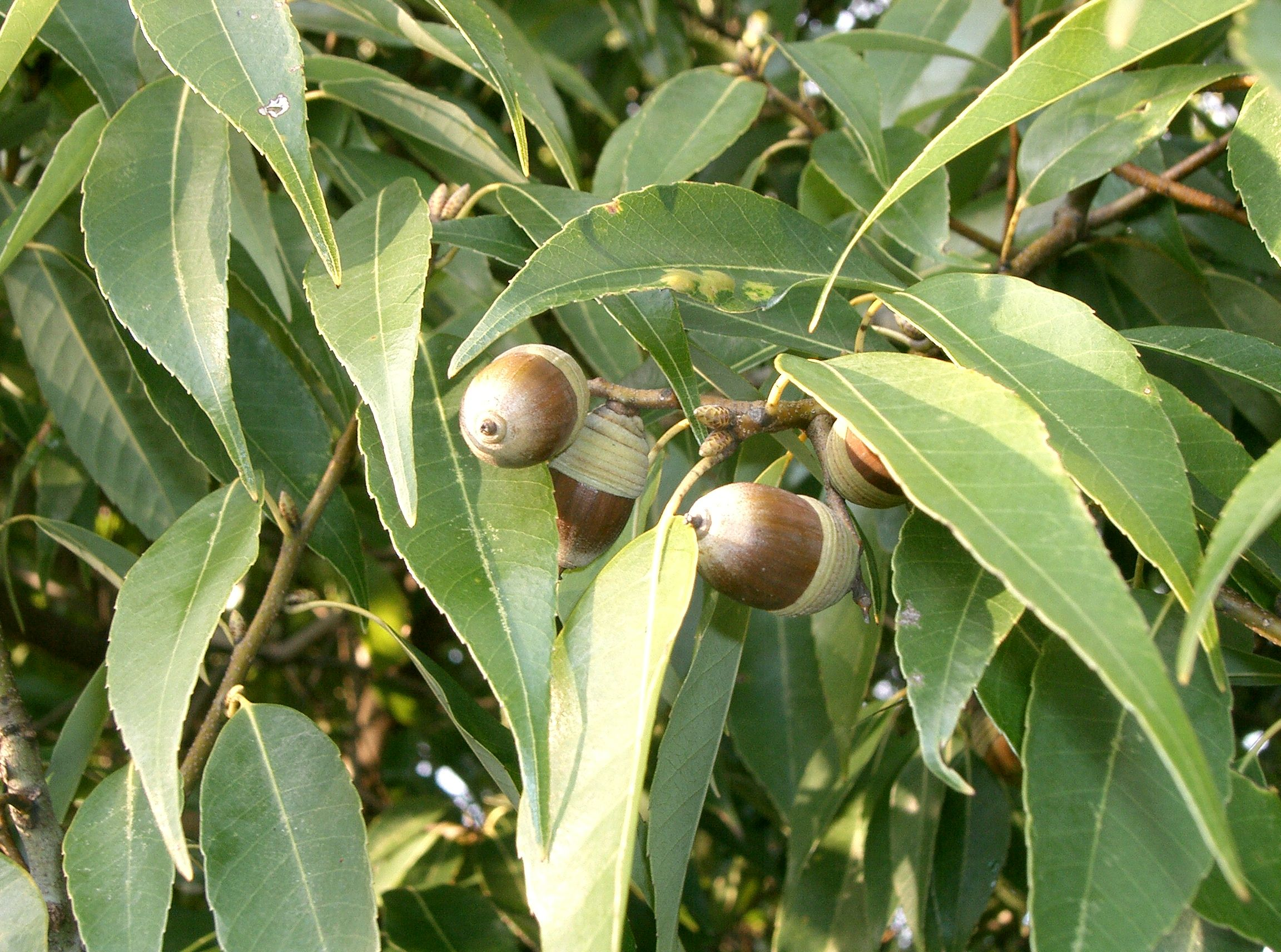
Les glans del Quercus myrsinifolia.

## Distribució i hàbitat
Quercus myrsinifolia creix a les províncies xineses d'Anhui, Fujian, Guangdong, Guangxi, Guizhou, Henan, Hunan, Jiangsu, Jiangxi, Shaanxi, Sichuan, Yunnan i Zhejiang, a Corea, al Japó, Laos, al nord de Tailàndia, Taiwan i el Vietnam, als boscos muntanyencs mesofítics mixtos a les valls, entre els 200 i 2500 m.

## Taxonomia
Quercus myrsinifolia va ser descrita per Carl Ludwig von Blume i publicat a Museum Botanicum 1(20): 305–306, a l'any 1850.
Etimologia
Quercus: nom genèric del llatí que designava igualment al roure i a l'alzina.
myrsinifolia: epítet llatí que significa "amb les fulles de Myrsine".
Sinonímia
- Cyclobalanopsis bambusifolia (Hance) Y.C. Hsu & H.Wei Jen
- Cyclobalanopsis myrsinifolia (Blume) Oerst.
- Cyclobalanopsis myrsinifolia var. sacifolia (Makino) Kudô & Masam.
- Cyclobalanopsis neglecta Schottky
- Quercus bambusifolia Hance
- Quercus glauca f. subintegrifolia Ling
- Quercus myrsinifolia var. sacifolia Makino
- Quercus neglecta (Schottky) Koidz.[3][4]